# Термолюминесценция

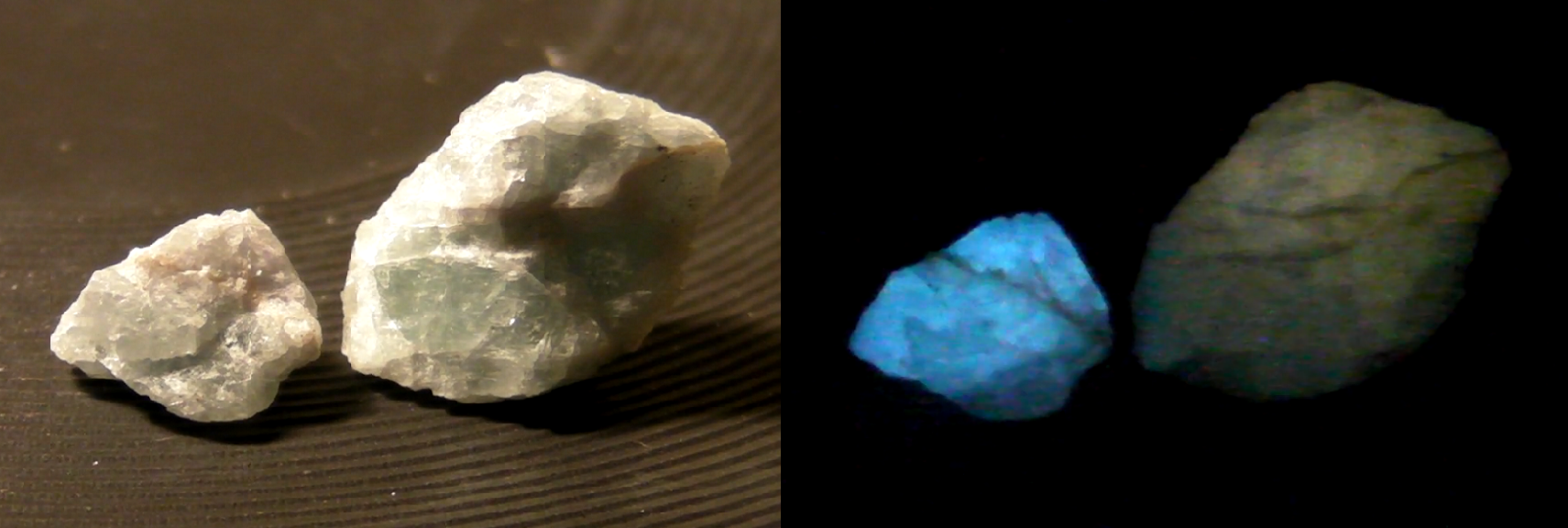
Термолюминесценция минерала.

Термолюминесценция (ТЛ) — люминесцентное свечение, возникающее в процессе нагревания вещества. В научной литературе часто используется эквивалентный для этого явления термин термостимулированная люминесценция (ТСЛ). Вещество необходимо предварительно возбудить УФ-светом, ионизирующим излучением, электрическим полем или механическим воздействием. Так ведут себя неорганические вещества, в том числе люминофоры различного назначения (ламповые, телевизионные и пр.), лазерные кристаллы, стекла, многие полимеры (например, полистиролы, полиамиды, полиэтилентерефталат, полиолефины, фтор- и хлорсодержащие полимеры, большинство каучуков и другие вещества).

## Применение

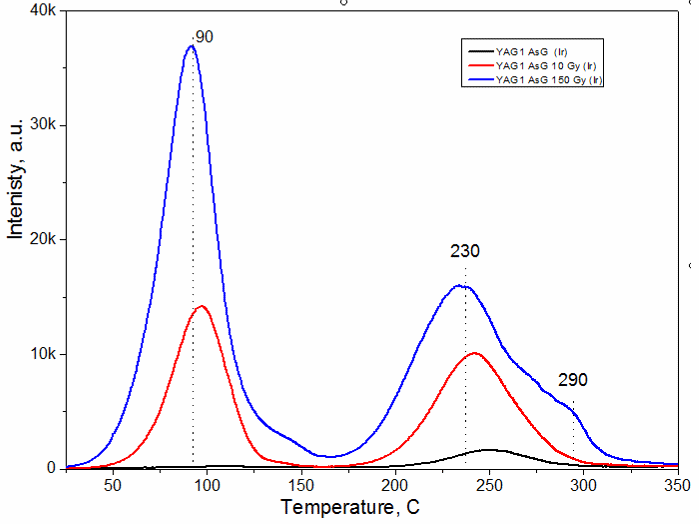
Так может выглядеть график ТЛ

Термолюминесценция (ТЛ) — один из методов изучения физических свойств твердых тел. ТЛ также используется в качестве метода дозиметрического контроля ионизирующего излучения. Зависимость интенсивности ТЛ от дозы облучения имеет линейный участок роста. Диапазон его зависит от кристаллофосфора. Возможна регистрация доз как по интенсивности пика, так и по площади под пиком (метод светосуммы). Последний более выгоден при низких дозах, так как иногда сложно выделить отчетливый пик из фона.
ТЛ может использоваться для выявления искусственного изменения окраски камней. Например, после нагревания топазов до 300—400 °C коричневые и желтые топазы приобретают розовый оттенок, а уже имеющаяся жёлтая окраска усиливается после облучения желтых топазов. ТЛ является наиболее эффективным метод отличия природной окраски камней от окраски, вызванной облучением.

## Свойства термолюминесценции
Кривая термолюминесценции представляет зависимость интенсивности свечения от температуры (времени). Температура пропорциональна глубине ловушки (её энергии активации). Кроме того, основными параметрами ТЛ являются: частотный фактор (количество взаимодействий решетки с фотонами в секунду) и порядок кинетики термолюминесценции.
Порядок кинетики находится в пределах от 1 до 2 и определяет преобладание рекомбинационных процессов либо процессов с повторным захватом электрона на ловушку.
На кривую ТЛ влияет скорость нагрева. При увеличении скорости кривая сдвигается вправо, что объясняется инерционностью процессов. В некоторых кристаллах возможно уменьшение площади под кривой (светосуммы) при увеличении скорости нагрева — температурное тушение. Оно связано с наличием внутри запрещенной зоны кристалла глубоких ловушек, поглощающих часть излучения. Температурное тушение характеризуется собственной энергией активации и константой температурного тушения.

## См.также
- Радиотермолюминесценция
- Люминесценция